# Sèrra d'Arenho
La sèrra d'Arenho, serra d'Arenyo o serra d'Arenho és una serra situada als municipis de Naut Aran i Vielha e Mijaran a la Vall d'Aran, amb una elevació màxima de 2.438 metres.